# Jacquemontia racemosa
Jacquemontia racemosa är en vindeväxtart som beskrevs av Carl Daniel Friedrich Meisner. Jacquemontia racemosa ingår i släktet Jacquemontia och familjen vindeväxter. Inga underarter finns listade i Catalogue of Life.